# Erilaiset
Erilaiset è un singolo del cantante finlandese Robin, pubblicato il 16 ottobre 2013 come estratto dal suo terzo album Boom Kah..

## Descrizione
La canzone è entrata nella classifica finlandese dei brani più comprati nella 43ª settimana del 2013 raggiungendo subito la prima posizione.
Dal brano è stato girato un video musicale, pubblicato sull'account VEVO di YouTube del cantante.

## Tracce
1. Erilaiset – 3:34

## Classifica
| Classifica           | Massima posizione |
| -------------------- | ----------------- |
| Finlandia            | 1                 |
| Finlandia (download) | -                 |